# Poliangioite microscopica
La poliangioite microscopica anche detta vasculite da ipersensibilità o vasculite leucocitoclastica è una vasculite sistemica necrotizzante non granulomatosa che colpisce le arteriole di piccolo calibro associata a glomerulonefrite necrotizzante nel 90% dei casi e a positività per i p-ANCA nel 75%. L'eziopatogenesi è sconosciuta, probabilmente autoimmune.

## Epidemiologia
Dal punto di vista nosologico la poliangioite microscopica fa parte del gruppo delle vasculiti associate agli autoanticorpi ANCA (Antineutrophil cytoplasmic antibodies), insieme alla granulomatosi di Wegener e alla 
sindrome di Churg-Strauss.
La malattia ha una incidenza di 3-5/100 000 individui, con una predilezione per il sesso maschile (rapporto maschi:femmine 1.8:1) e per i 50-60 anni. L'incidenza è maggiore nel sud-Europa rispetto al nord-Europa.

## Eziopatogenesi
L’eziologia è sconosciuta, mentre la patogenesi della malattia avrebbe una base autoimmune, con un probabile ruolo patogeno degli ANCA rivolti contro la mieloperossidasi (MPO-ANCA), espressa sulla membrana cellulare dei 
leucociti neutrofili preattivati da stimoli flogogeni.
Gli studi in vitro hanno riscontrato che gli ANCA, direttamente e attraverso l’attivazione del complemento, sono in grado di indurre degranulazione dei neutrofili, con liberazione di enzimi litici e 
citochine. Studi sperimentali nei topi hanno dimostrato che l’inoculazione di immunoglobuline IgG anti-MPO ha la proprietà di produrre le lesioni vascolari e glomerulari del tutto simili a quelle della poliangioite microscopica.

## Anatomia patologica
Le lesioni interessano i piccoli vasi arteriosi e venosi.
Microscopicamente si osserva necrosi transmurale, con necrosi fibrinoide della tonaca media, mentre sono assenti i granulomi, così come sono assenti o scarsi gli immuno complessi (vasculite pauci-immune). In alcune aree è riscontrabile soltanto infiltrazione leucocitaria con frammenti di nucleo dei neutrofili infiltranti (leucocitoclasia).

## Clinica
Pur avendo carattere sistemico, la malattia ha uno spiccato tropismo per reni e polmoni. L'insorgenza della malattia è spesso subdola, con sintomi generali aspecifici (febbre, malessere, astenia, mialgia). I primi sintomi locali sono riferibili alla glomerulonefrite, con 
proteinuria, microematuria, 
cilindri urinari e insufficienza renale. Nel 12%-55% dei casi si ha una capillarite polmonare, con emorragia alveolare (emoftoe ed emottisi), tosse, dispnea e dolore toracico pleuritico. Nel 37-72% dei casi compaiono mononevriti. Possono essere colpiti anche il tratto gastro-intestinale (dolore addominale, feci sanguinolente) e, frequentemente (30-60%), la cute con porpora, eritema o 
livedo reticularis.
Gli esami di laboratorio mostrano valori elevati dei parametri aspecifici di infiammazione (velocità di eritrosedimentazione, proteina C reattiva), leucocitosi e 
anemia normocromica e normocitica. Gli ANCA sono evidenziabili nel 50-75% dei casi; hanno una marcatura perinucleare (p-ANCA) e sono specifici per la mieloperossidasi (MPO).
La Rx del torace può rilevare le immagini dell'emorragia alveolare con opacità bilaterali, mentre sono assenti i noduli polmonari. La biopsia renale mostra nella totalità dei pazienti una glomerulonefrite segmentale necrotizzante con semilune, nel 20% dei casi associata a vasculite e necrosi fibrinoide; gli immunocomplessi sono assenti o scarsi (pauci-immune glomerulonephritis).

## Diagnosi differenziale
Va fatta principalmente nei confronti della poliarterite nodosa classica da cui si differenzia per:
- emorragia alveolare (visibile all'Rx torace o alla TAC torace)
- presenza della glomerulonefrite
- negatività per l'antigene HbSAg
- positività ai p-ANCA (MPO-ANCA)

## Terapia
La terapia prevede l'impiego di cortisonici e di agenti citotossici, come la ciclofosfamide, o rituximab. Con il trattamento si ottiene la remissione della malattia nel 90% dei casi.
La sopravvivenza a 5 anni è del 74%.